# Melodie des Lebens
 (mars 2025).
Si vous disposez d'ouvrages ou d'articles de référence ou si vous connaissez des sites web de qualité traitant du thème abordé ici, merci de compléter l'article en donnant les références utiles à sa vérifiabilité et en les liant à la section « Notes et références ».
Albums de Charles Aznavour
Vor dem Winter
(1978) Du und ich
(1995)
Melodie des Lebens (Mélodie de la vie) est le 4e album studio allemand de Charles Aznavour, il est sorti en 1980.

## Liste des chansons
Les neuf pistes de cet album sont :
| 1. | Keine siebzehn mehr (On n'a plus quinze ans)   | Charles Aznavour / Georges Garvarentz, Adapt. Michael Kunze | 03:51 |
| 2. | Der Alte nascht noch immer (Par gourmandise)   | Charles Aznavour, Adapt. Michael Kunze                      | 03:17 |
| 3. | Ich liebe dich (Je t'aime)                     | Guy Bontempelli / Charles Aznavour, Adapt. M. Rebesky       | 04:06 |
| 4. | Melodie des Lebens (On ne valse plus à Vienne) | Charles Level / Charles Aznavour, Adapt. M. Rebesky         | 03:08 |
| 5. | Wieder allein (Me voilà seul)                  | Charles Aznavour / Georges Garvarentz, Adapt. Michael Kunze | 04:54 |

| 6. | Komm zurück (Je t'attends)                     | Charles Aznavour / Gilbert Bécaud, Adapt. Colpet | 04:11 |
| 7. | Mach bitte kein Licht (Éteins la lumière)      | Charles Aznavour, Adapt. M. Rebesky              | 04:08 |
| 8. | Und ich, ich steh dabei (Et moi dans mon coin) | Charles Aznavour, Adapt. Pascal                  | 03:38 |
| 9. | Als es mir beschissen ging (Mes emmerdes)      | Charles Aznavour, Adapt. Michael Kunze           | 03:32 |